# Петар Југовић
Петар Југовић (? — 17. век) био је кнез Ћипроваца, почетом 17. века.
Припада роду Југовића, угледној породици из Ћипроваца, данас градића у Бугарској. Претпоставља се да је син или унук извесног Ивана Југовића, римокатоличког свештеника.
Оставио је следеће сведочанство о својој владавини: "кнез Ћипровачки, Железне, Копиловаца, Клисуре, околине, сиреч Петар Југовић".